# Miasto Novi Marof
Miasto Novi Marof (chorw. Grad Novi Marof) – jednostka administracyjna w Chorwacji, w żupanii varażdińskiej. W 2011 roku liczyła 13 246 mieszkańców.